# Harry Crookshank
Henry Frederick Comfort Crookshank (ur. 27 maja 1893 w Kairze, zm. 17 października 1961) – brytyjski polityk, członek Partii Konserwatywnej, minister w rządach Winstona Churchilla i Anthony'ego Edena.
Wykształcenie odebrał w Eton College oraz w Magdalen College na Uniwersytecie Oksfordzkim. Podczas I wojny światowej walczył w szeregach Grenadier Guards na froncie zachodnim. Po wojnie pracował do 1924 w brytyjskiej ambasadzie w Waszyngtonie. W 1924 został wybrany do Izby Gmin jako reprezentant okręgu Gainsborough.
W 1934 został parlamentarnym podsekretarzem w ministerstwie spraw wewnętrznych. W latach 1935–1939 był parlamentarnym sekretarzem w ministerstwie kopalń, a w latach 1939–1942 finansowym sekretarzem skarbu. Do 1945 sprawował urząd poczmistrza generalnego. Po powrocie konserwatystów do władzy w 1951 został ministrem zdrowia i przewodniczącym Izby Gmin, a w 1952 Lordem Tajnej Pieczęci, pozostając jednocześnie na stanowisku przewodniczącego Izby Gmin. Na stanowiskach tych pozostał do 1955. Rok później otrzymał parowski tytuł 1. wicehrabiego Crookshank i zasiadł w Izbie Lordów.
Lord Crookshank zmarł w 1961. Wraz z jego śmiercią wygasł tytuł parowski.